# Jezgroviće
Jezgroviće (izvirno srbsko Језгровиће) je naselje v Srbiji, ki upravno spada pod Občino Tutin; slednja pa je del Raškega upravnega okraja.

## Demografija
V naselju, živi 163 polnoletnih prebivalcev, pri čemer je njihova povprečna starost 31,3 let (30,8 pri moških in 31,9 pri ženskah). Naselje ima 50 gospodinjstev, pri čemer je povprečno število članov na gospodinjstvo 4,74.
|  |

| Demografija | Demografija     | Demografija     |
| Leto        | Št. prebivalcev | Št. prebivalcev |
| ----------- | --------------- | --------------- |
|             |                 |                 |
|             |                 |                 |
|             |                 |                 |
|             |                 |                 |
| 1948        | 162             |                 |
| 1953        | 177             |                 |
| 1961        | 205             |                 |
| 1971        | 200             |                 |
| 1981        | 183             |                 |
| 1991        | 215             | 215             |
| 2002        | 294             | 237             |
|             |                 |                 |

| Etnična sestava po popisu iz leta 2002 | Etnična sestava po popisu iz leta 2002 | Etnična sestava po popisu iz leta 2002 | Etnična sestava po popisu iz leta 2002 | Etnična sestava po popisu iz leta 2002 |
| -------------------------------------- | -------------------------------------- | -------------------------------------- | -------------------------------------- | -------------------------------------- |
| Bošnjaki                               | Bošnjaki                               |                                        | 213                                    | 89,87%                                 |
| Srbi                                   | Srbi                                   |                                        | 17                                     | 7,17%                                  |
| Muslimani                              | Muslimani                              |                                        | 5                                      | 2,10%                                  |
| Albanci                                | Albanci                                |                                        | 1                                      | 0,42%                                  |
| Neznano                                | Neznano                                |                                        | 1                                      | 0,42%                                  |